# Izabela Stachowicz
Izabela Stachowicz z domu Schwarz, ps. „Czajka”,  „Bela”, „Bella” (ur. 5 listopada 1897 w Sosnowcu, zm. 11 grudnia 1969 w Warszawie) – polska pisarka pochodzenia żydowskiego; skandalistka i muza artystów.

## Życiorys
Córka zamożnego warszawskiego przedsiębiorcy Wilhelma Schwarza i Felicji – Francuzki, która po rozstaniu z mężem bez córki wróciła do Francji. Stryjeczna wnuczka zgierskiego myśliciela żydowskiego Izuchera Mosze Szwarca (Schwarza). Miała dwóch starszych braci, Fredka i Hilarego, oraz dwie młodsze siostry: Ewę, która została malarką, i Ellę, która wyszła za mąż za potomka Aleksandra Dumasa, Mariusa Dumasa. Jej pierwszym mężem był Aleksander Hertz, drugim warszawski architekt Jerzy Gelbard, trzecim Władysław Stachowicz. Znana też jako Bela lub Bella.
Ukończyła Państwową Wyższą Szkołę Sztuk Pięknych w Paryżu. Była przyjaciółką i muzą Witkacego, Gombrowicza (z którym już po wojnie spotkała się w Buenos Aires, a relację z tego spotkania – co spotkało się z dezaprobatą pisarza – drukowała w Przekroju), Iwaszkiewicza, rzeźbiarza Augusta Zamoyskiego oraz innych artystów. Debiutowała w 1937 roku reportażem z podróży na statku handlowym ss Lewant Moja podróż: Szlakiem Południa, wydanym pod pseudonimem Iza Bell. Pamiętana jest przede wszystkim jako autorka rozchwytywanych opowieści autobiograficznych – cyklu wspomnień, beletryzowanych i pełnych humoru, w których opisuje wiele postaci polskiej sceny kulturalnej. Pisze również o swoich podróżach po Europie, Afryce, Azji i Ameryce, a także o przeżyciach wojennych.
Czajka – Bela Hertz – była pierwowzorem Heli Bertz z powieści Witkacego Pożegnanie jesieni, gdzie Atanazy określa ją jako św. Teresę zmieszaną pół na pół z żydowską sadystką, mordującą w kokainowym podnieceniu białogwardyjskich oficerów.
Podczas wojny znalazła się w getcie warszawskim. Po ucieczce z niego pod przybranym nazwiskiem Stefania Czajka wstąpiła do partyzanckiego oddziału AL.

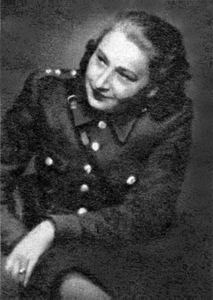
Izabela Czajka-Stachowicz jako porucznik WP

Po wyzwoleniu została porucznikiem Wojska Polskiego. Skierowano ją do Wojewódzkiej Komendy MO w Katowicach. Jako pracownik Muzeum Narodowego w Warszawie wzięła aktywny udział w odzyskaniu dóbr kultury narodowej po okupacji. Ówczesny generalny konserwator Polski prof. Jan Zachwatowicz wspominał, że zaraz po wojnie wyruszył z ekipą na poszukiwanie zrabowanych dzieł sztuki. Bazą były Katowice, gdzie wiosną 1945 roku dołączyła do nich Izabela Czajka, która w ekipie prof. Stanisława Lorentza (znajomy Czajki ze studiów na uniwersytecie) penetrowała Dolny Śląsk w poszukiwaniu wywiezionych przez okupanta obrazów i dzieł sztuki. W czasie okupacji Niemcy zarekwirowali jej i mężowi ponad 250 obrazów olejnych, rysunków i grafik, w tym jej portrety pędzla Matisse’a, była więc pełna nadziei, że być może trafi na ślad zrabowanych jej arcydzieł. W czasie poszukiwań w Kłodzku Czajka-Stachowicz spotkała znajomych oficerów. Od kpt. Zygmunta Bratkowskiego, ówczesnego wojskowego komendanta Kłodzka, dowiedziała się, że w knajpce w Przesiece koło Jeleniej Góry, zauważył on leżące pod ścianą skrzynie z napisami „Matejko”. Poszukiwacze skradzionych dzieł istotnie znaleźli w restauracji „Waldschlösschen” skrzynie z arcydziełami Matejki: Rejtanem, Batorym pod Pskowem, Unią lubelską. Obrazy Matejki natychmiast przeniesiono do muzeum w Jeleniej Górze. 6 sierpnia wraz z innymi ze znalezionych dzieł przewieziono je pod eskortą żołnierzy 7 Dywizji WP do Muzeum Narodowego w Warszawie. W 1946 odeszła z milicji w stopniu kapitana i wróciła do Warszawy.
Po wojnie wspierała śląskiego malarza prymitywistę Teofila Ociepkę, któremu w 1948 r. zorganizowała indywidualną wystawę w Warszawie, promując go jako polskiego Celnika Rousseau. Pomogli jej w tym przyjaciele, m.in. Julian Tuwim i Jan Kott. Wystawa ta zapoczątkowała karierę artystyczną Ociepki. Ponadto dzięki jej opiece Ociepka i jego przyjaciele z ezoteryczno-artystycznej Grupy Janowskiej uniknęli represji stalinowskich.
W późniejszym okresie krytycznie oceniała władze, a jak pisał reżimowy dziennikarz Ryszard Gontarz, w 1967 w klubie „Babel” warszawskiego oddziału TSKŻ chwaliła Izrael, szczególnie zachwycając się młodzieżą i armią gotową bronić ojczyzny przed agresją Arabów. Propagowała wśród słuchaczy powieść L. Urisa Exodus.
Odznaczona została Krzyżem Kawalerskim Orderu Odrodzenia Polski.

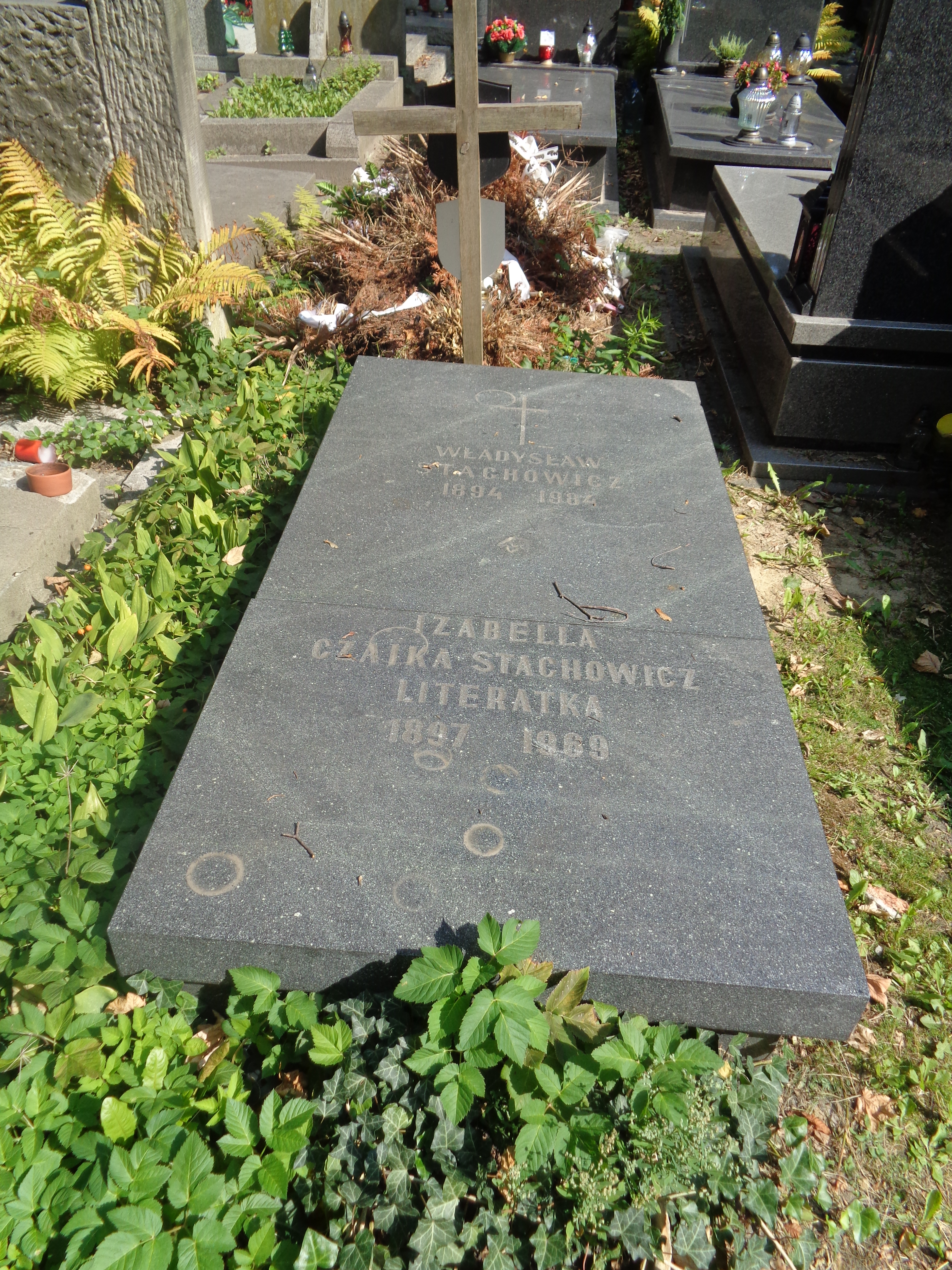
Grób Izabelli Czajki-Stachowicz na cmentarzu Wojskowym na Powązkach w Warszawie

Pochowana na cmentarzu Wojskowym na Powązkach w Warszawie (kwatera B19-8-4).
Biografię Czajki pt. Szatańska księżniczka: Opowieść o Izabeli Czajce-Stachowicz napisała Krystyna Kolińska, wyd. Krajowa Agencja Wydawnicza, 1992. W 2011 r. wyszła kolejna biografia Czajki autorstwa Pauliny Sołowianiuk Ta piękna mitomanka. O Izabeli Czajce-Stachowicz.

## Twórczość
Reportaż
- Moja podróż. Szlakiem Południa, pod pseudonimem Iza Bell; wyd. F. Hoesick, Warszawa 1937 (relacja z podróży na statku handlowym ss Lewant)

Poezja
- Pieśni żałobne Getta, pod pseudonimem Izabela Gelbard; Katowice 1946; według przedmowy Władysława Broniewskiego zbiór wydano w 3 językach.

Wspomnienia
- Ocalił mnie kowal, 1956
- Córka czarownicy na huśtawce, 1958
- Lecę w świat, 1958
- Król węży i salamandra, 1960
- Moja wielka miłość, Warszawa 1961, Wydawnictwo Iskry
- Płynę w świat, 1961 (relacja z rejsu statkiem handlowym Polskich Linii Oceanicznych m/s „Mickiewicz”)
- Małżeństwo po raz pierwszy, 1962
- Nigdy nie wyjdę za mąż, 1966
- Dubo... Dubon... Dubonnet, 1970